# Anlhiac
Anlhiac – miejscowość i gmina we Francji, w regionie Nowa Akwitania, w departamencie Dordogne.
Według danych na rok 1990 gminę zamieszkiwało 269 osób, a gęstość zaludnienia wynosiła 23 osób/km² (wśród 2290 gmin Akwitanii Anlhiac plasuje się na 910. miejscu pod względem liczby ludności, natomiast pod względem powierzchni na miejscu 949.).